# Haydn Fleury
Haydn Fleury (Carlyle, Saskatchewan, 8 de julio de 1996), apodado Fleur, es un jugador profesional canadiense de hockey sobre hielo que se desempeña en la posición de defensor izquierdo en Tampa Bay Lightning, equipo de la National Hockey League (NHL).

## Carrera
Fue seleccionado en la primera ronda en la NHL Entry Draft de 2014. En 2017 hizo su debut profesional con el equipo Carolina Hurricanes, en el cual jugó cuatro temporadas (2017-2020), después pasó a Anaheim Ducks (2020-2021), luego a Seattle Kraken (2021-2022), posteriormente a Tampa Bay Lightning, donde lleva jugando dos temporadas.